# Denticolloides
Denticolloides là một chi bọ cánh cứng trong họ 
Elateridae.
Chi này được miêu tả khoa học năm 1963 bởi Gurjeva.

## Các loài
Các loài trong chi này gồm:
- Denticolloides bajtenovi Gurjeva & Tugusheva, 1967
- Denticolloides fulvus Dolin, 1969
- Denticolloides hosokawai Arimoto, 2000
- Denticolloides oblongicollis Dolin & Cate, 1999
- Denticolloides paradoxus Gurjeva, 1963
- Denticolloides sinensis Dolin & Cate, 1999